# جيمس دبليو. جيلكريست
جيمس دبليو. جيلكريست (بالإنجليزية: James W. Gilchrist)‏ هو سياسي أمريكي، ولد في 1 مايو 1965 في واشنطن العاصمة في الولايات المتحدة. حزبياً، نشط في الحزب الديمقراطي.